# Ustrzyki (album)
Ustrzyki – drugi oficjalny album zespołu KSU, wydany w 1991 roku, nakładem wytwórni Wifon.
Materiał zarejestrowano w Studiu Tonpress KAW w Warszawie w listopadzie 1989 oraz styczniu 1990. Realizator – Andrzej Martyniak. Technik – Krzysztof Palczewski. Foto – Jerzy Linder. Projekt okładki – Jakimpex.

## Lista utworów
| Nr  | Tytuł utworu             | Długość |
| --- | ------------------------ | ------- |
| 1.  | „Hej! To znowu my”       | 0:45    |
| 2.  | „Pokolenie '80”          | 3:16    |
| 3.  | „To jest to – mój świat” | 2:43    |
| 4.  | „Nocne kroki”            | 5:08    |
| 5.  | „Ucieczka w XX wiek”     | 1:05    |
| 6.  | „Moje oczy”              | 2:27    |
| 7.  | „Obywatel”               | 3:18    |
| 8.  | „Ustrzyki”               | 3:01    |
| 9.  | „Igła i mak”             | 3:16    |
| 10. | „Prowokacje”             | 2:40    |
| 11. | „Cela 51”                | 3:51    |
| 12. | „Wrogie reakcje”         | 2:44    |
| 13. | „Amen”                   | 3:29    |
|     |                          | 37:43   |

## Twórcy
- Eugeniusz Olejarczyk „Siczka” – gitara, wokal
- Adam Michnio „Dżordż” – bas
- Bogdan Tutak „Tuptuś” – perkusja